# جون سعد
جون سعد، (الاسم الكامل: نيكول ساهيد سعد)، سياسي ووزير في حكومة سيراليون، أبرز الشخصيات السيراليونية اللبنانية السياسية في سيراليون من أصول لبنانية مختلطة، من مواليد مدينة بو،
في سيراليون.

## في السياسة والحكومة السيراليونية
شغل منصب وزير الإسكان وتطوير البنية التحتية في سيراليون.
وشغل عضوا كذلك في الحركة الشعبية من أجل التغيير الديمقراطي (PMDC). يعتبر واحدت من القلائل من أعضاء أحزاب المعارضة السيراليونية الذين شغلوا منصب كوزير في الحكومة السيراليونية إلى حدود معطيات سنة 2006.
كان سعد رئيس حزب الشعب السيراليوني (SLPP) المعارض من لندن، المملكة المتحدة لأكثر من عشر سنوات، لكنه استقال من SLPP في عام 2006 للانضمام إلى PMDC.
وُلد في مدينة بو السيراليونية لأمه، إسمها مندي من (سيبويما Segbwema)، في مقاطعة كيلهون (Kailahun District)،
يعتبر جون سعد الشخصية الثانية ك سيراليوني لبناني من أصول لبنانية، الذي يتم انتخابه في أحد المناصب الوزارية العليا في الحكومة الوطنية لسيراليون.

## لمحة موجزة عن مسار اللبنانيين في المهجر السيراليوني: من المال والأعمال إلى الثقافة والرياضة والسياسة
يعتبر المهاجر اللبناني أول المهاجرين العرب إلى غرب إفريقيا في منتصف القرن التاسع عشر، منها سيراليون وساحل العاج والسنغال.
بدأت أولى طلائع الهجرة اللبنانية إلى غرب إفريقيا عندما ضربت أزمة دودة القز لبنان، عندما كانت جزءا من الإمبراطورية العثمانية. عندها وصل اللبنانيون الأوائل إلى سيراليون التي كانت حينها تحت الانتداب البريطاني في عام 1893. وكانت المجموعات الأولى المهاجرة من المسيحيين الموارنة، ولكن ابتداءً من عام 1903، بدأ الشيعة المسلمون اللبنانيون في الوصول إلى السيراليون من جنوب لبنان، حيث كانت هناك أزمة زراعية خانقة في الجنوب اللبناني.
عمل اللبنانيون في البداية كتجار صغار، كباقي تجار الساحل من السيراليون. عمل اللبنانيون الأوائل في السيراليون في مختلف الأنشطة التجارية والمهنية البسيطة، وكان لديهم وصول محدود إلى رأس المال والقليل من ولوج حركة الاستيراد والتصدير، كانوا تحت هيمنة الشركات التجارية الاستعمارية الكبرى، مثلهم مثل التجار السيراليونيين.
أحضر اللبنانيون السلع المصنعة المستوردة مثل المنسوجات والمجوهرات والمرايا إلى المناطق الريفية حيث لا يذهب التجار الأوروبيون والكريوليون، وتاجروا معهم فيها مقابل المنتجات الزراعية المحلية كثمار النخيل وجوز الكولا، ومع توسيع اهتماماتهم التجارية إلى داخل البلاد، اكتسبوا بعض المصداقية والمرونة التجارية في البلاد.
وبعد الجيل الأول تمكن عدة لبنانيين في غرب إفريقيا من إيجاد موطيء قدم في التجارة المحلية والإقليمية ثم الدولية، انطلاقا من غرب إفريقيا، ساعدهم في ذلك خلق عدة علاقات تجارية مع لبنانيي الشتات في غرب إفريقيا والحس التجاري لدى التاجر والمستثمر اللبناني، علاوة على ولوج مؤسسات تعليمية ذات سمعة عالمية.
إلى جانب العامل الاقتصادي والبحث عن الثروة الذي كان هو أساس هجرة اللبنانيين إلى السيراليون في البداية، ساهم اللبنانيون في الجانب الثقافي والاجتماعي في فرب إفريقيا في مجالات الرياضة كرة القدم كما هو الشأن عند رئيس الدتحاد كرة القدم السابق ناهيم خادي وابنه ناهيم خادي جينيور لاعب المنتخب السيراليوني، نجد تقييم التراث الثقافي للسيراليون خصوصا من جانب المختلطين «سيراليوني لبناني» علاوة على بناء وتشييد دور السينما في القرن الماضي.
وفي السياسة كان حضورهم محدودا إلى حد ما، ويبقى جون سعد وجون عكار وإدوارد عكار أبرز الفاعلين في السياسة اللبنانية الذين تقلدوا مناصب وزارية وعرأسوا أحزاب سياسية.